# Mark Dornford-May
Mark Dornford-May est un réalisateur sud-africain, né le 29 septembre 1955 en Grande-Bretagne. 

## Biographie
Mark Dornford-May s'est fait connaître avec son premier film, Carmen de Khayelitsha, qui obtint l'ours d'or au festival de Berlin 2005.

## Filmographie
- 2005 : Carmen de Khayelitsha (U-Carmen e-Khayelitsha)
- 2006 : Son of Man